# Lorenzo da Ponte
Lorenzo Da Ponte, původním jménem Emanuele Conegliano (10. března 1749, Vittorio Veneto – 17. srpna 1838, New York) byl italský básník a libretista.

## Život
Da Ponte byl původem Žid, který konvertoval k římskokatolické církvi. Jméno, pod kterým je znám, je jméno biskupa, který ho pokřtil. Změnu víry vzal natolik vážně, že vstoupil do semináře a byl vysvěcen na kněze. V roce 1774 se stal profesorem klasické literatury v Trevisu. Jeho duch však byl příliš neklidný a za své názory, které veřejně hlásal, se mu dostalo opakovaných napomenutí jak od moci církevní, tak i světské. Roku 1776 mu byla za rousseauovskou kritiku tehdejších společenských poměrů výuka zakázána a v roce 1779 byl dokonce v nepřítomnosti odsouzen k patnáctiletému vyhnanství.
Nejprve odešel do Drážďan, ale roku 1781 se usadil ve Vídni a podařilo se mu dosáhnout nejvyššího možného postavení. Stal se dvorním básníkem císaře Josefa II. na místě uvolněném Pietrem Metastasiem. Nesmrtelným se stal librety, které napsal pro Wolfganga Amadea Mozarta (Così fan tutte, Figarova svatba, Don Giovanni). V době příprav premiéry Dona Giovanniho pobýval s Mozartem v Praze. O tomto pobytu napsal spisovatel František R. Kraus povídku "Mozart ve Staronové synagoze". Kromě toho však da Ponte napsal řadu libret i pro Antonia Salieriho, Vicenta Martína y Solera, F. G. Bianchiho a řadu dalších skladatelů jejichž jména již upadla v zapomenutí. Byl zřejmě neobyčejně jazykově vybaven, neboť vedle rodné italštiny psal s hlubokým citem pro jazyk v několika jazycích: latinsky, německy, francouzsky i anglicky.
Po smrti Josefa II. ještě krátce pracoval pro jeho nástupce Leopolda II. Z neznámých důvodů však byl propuštěn a odešel do Londýna, kde kromě toho, že pokračoval v dráze libretisty v divadle King’s Theatre se stal i knihkupcem, antikvářem a nakladatelem. Dostal se do finančních potíží a protože se musel starat o početnou rodinu hledal možnost lépe honorované činnosti za mořem.
V roce 1804 odjel do New Yorku s úmyslem pobýt tam jen nějaký čas, ale do Evropy se už nikdy nevrátil. Protloukal se všelijak. Jeden čas dokonce vedl obchod s potravinami ve Filadelfii a soukromě vyučoval italštinu. Nakonec se mu v roce 1825 podařilo získat místo profesora italské literatury na Columbia College (nyní Columbia University). Byl prvním universitním profesorem židovského původu a patrně také prvním profesorem s kněžským svěcením. V roce 1828, ve věku 79 let, se stal americkým občanem.
Snažil se také uvést do Ameriky italskou operu; i jeho přičiněním byla padesát let před založením proslulé Metropolitní opery postavena v New Yorku první samostatná operní budova a v roce 1825 prosadil provedení Dona Giovanniho v New Yorku.
Emanuele Conegliano, alisas Lorenzo Da Ponte, zemřel v New Yorku ve vysokém věku 17. srpna 1838. Pohřben byl na katolickém hřbitově na Manhattanu v blízkosti staré katedrály sv. Patrika. Hřbitov byl později zrušen a ostatky byly převezeny na hřbitov Calvary Cemetery v Queens, aniž se přitom dbalo o identitu ostatků. Tak se dočkal podobného osudu jako jeho dávný přítel Mozart, neboť místo jeho skutečného hrobu není známo.

## Dílo

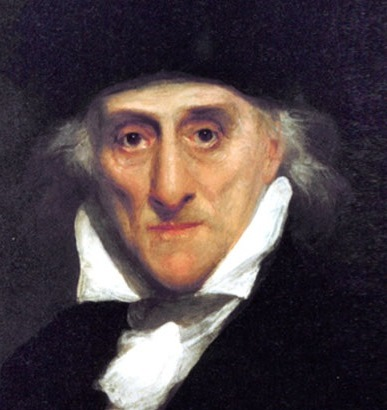
Lorenzo da Ponte

### Operní libreta
- Ifigenia in Tauride (1783, Christoph Willibald Gluck)
- La Scuola de' gelosi (1783, Antonio Salieri)
- Il Ricco d'un giorno (1784, Antonio Salieri)
- Il Burbero di buon cuore (1786, podle Carla Goldoniho, Vicente Martín y Soler)
- Il Demogorgone ovvero Il filosofo confuso (1786, Vincenzo Righini)
- Il finto cieco (1786, Giuseppe Gazzaniga)
- Le nozze di Figaro (1786, podle Beaumarchaise, Wolfgang Amadeus Mozart)
- Una cosa rara ossia Bellezza ed onesta (1786, Vicente Martín y Soler)
- Gli equivoci (1786 Stefano Storace)
- L'arbore di Diana (1787, Vicente Martín y Soler)
- Il dissoluto punito o sia Il Don Giovanni (1787, Mozart)
- Axur, re d'Ormus (1787/88, Antonio Salieri)
- Il Talismano (1788, Antonio Salieri)
- Il Bertoldo (1788, Antonio Brunetti)
- Il Pastor fido (1789, Antonio Salieri)
- La Cifra (1789, Antonio Salieri)
- Così fan tutte (1789/90, Mozart)
- La Caffettiera bizzarra (1790, Joseph Weigl)
- La Capricciosa corretta (1795, Vicente Martín y Soler)
- Antigona (1796, Francesco Giuseppe Bianchi)
- Il consiglio imprudente (1796, Francesco Giuseppe Bianchi)
- Merope (1797, Francesco Giuseppe Bianchi)
- Cinna (1798, Francesco Giuseppe Bianchi)
- Armida (1802, Francesco Giuseppe Bianchi)
- La Grotta di Calipso (1803, Peter von Winter)
- Il Trionfo dell'amor fraterno (1804, Peter von Winter)
- Il Ratto di Proserpina (1804, Peter von Winter)

### Oratoria a kantáty
- Per la ricuperata salute di Ofelia (1785 – společné dílo Mozarta, Salieriho a Cornettiho)
- Davidde penitente (1785, Wolfgang Amadeus Mozart)
- Il Davidde (1791) - Pasticio z děl několika skladatelů
- Hymn to America (Antonio Bagioli)

### Další literární díla
Da Ponte kromě tvorby libret psal po celý život poesii. Dochovaly se oslavné verše na různé královské osobnosti, některé z nich však mají blíže k hanopisům. Půvabné a procítěné jsou sonety psané na památku jeho ženy (18 sonetů – 1832). Kromě toho je autorem historicky cenného vlastního životopisu vydaného v New Yorku roku 1807). Nejdůležitější jsou však jeho čtyřdílné Paměti (New York 1823 – 1827). Kniha je poutavým obrazem přelomové doby konce 18. a začátku 19. století, ale i velkým příběhem autorova bohatého a proměnlivého života. Vyšlo i česky v roce 1970.